# Marks (Misisipi)
Marks es una ciudad situada en el estado de Misisipi, en los Estados Unidos. Es sede del condado de Quitman. En el año 2000 tiene una población de 1.551 habitantes en una superficie de 2.7 km², con una densidad poblacional de 583 personas por km². 

## Geografía
Marks se encuentra ubicada en las coordenadas 34°15′18″N 90°16′22″O / 34.25500, -90.27278. Según la Oficina del Censo, la ciudad tiene un área total de 2,7 km² (1 mi²), de la cual 2,7 km² (1 mi²) es tierra y 0 km² (0 mi²) es agua.

## Demografía
Para el censo de 2000, había 1.561 personas, 579 hogares y 387 familias en la ciudad. La densidad de población era 583 hab/km².
En el 2000 la renta per cápita promedia del hogar era de $ 20.521 y el ingreso promedio para una familia era de $27.153. El ingreso per cápita para la localidad era de $11.104. En 2000 los hombres tenían un ingreso per cápita de $25.100 contra $16.985 para las mujeres. Alrededor del 30.3% de la población estaba bajo el umbral de pobreza nacional. 